# Jacek Smagowicz

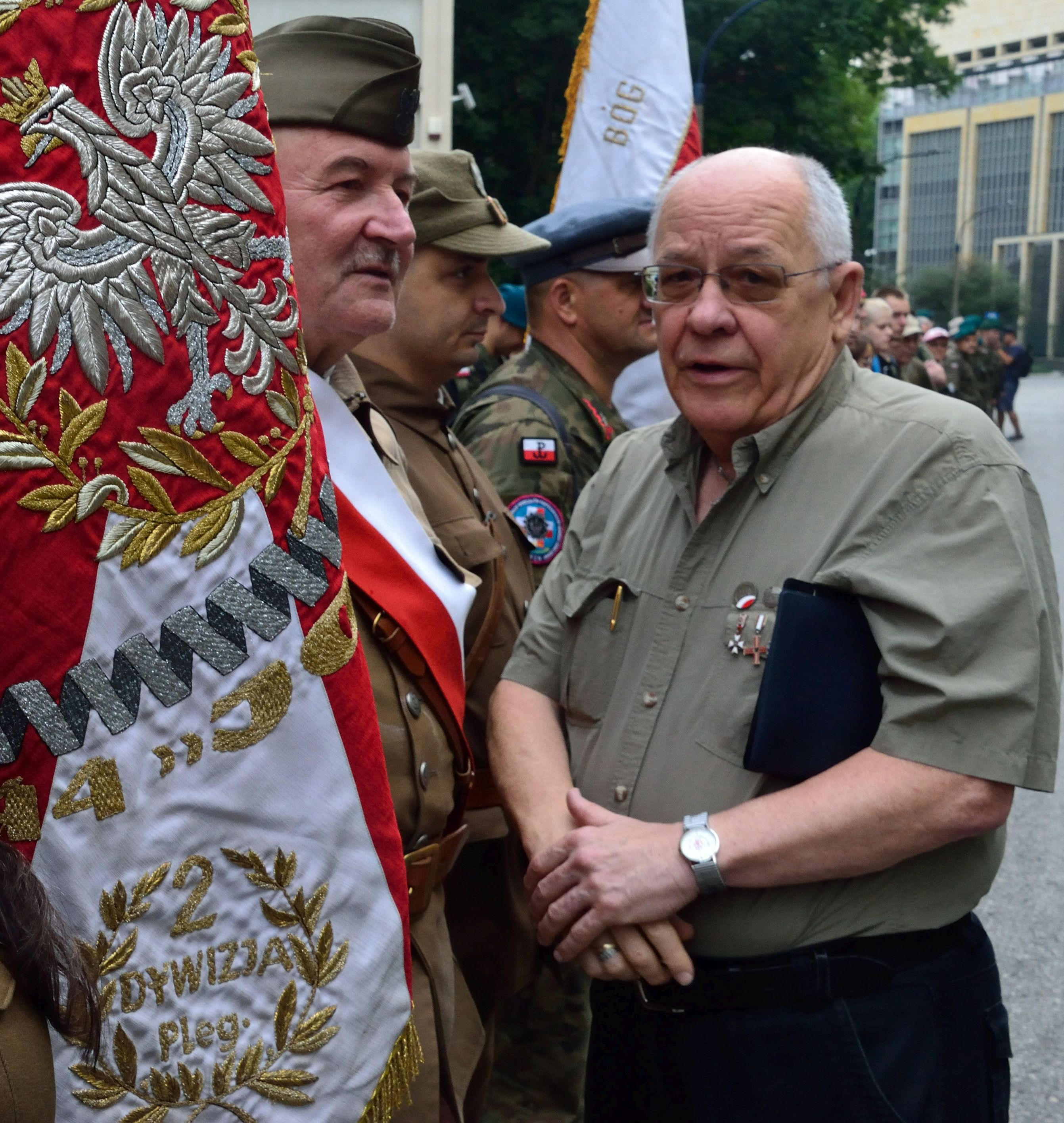
Jacek Smagowicz na wymarszu Kadrówki z Oleandrów (6 sierpnia 2017)

Jacek Antoni Smagowicz (ur. 8 lipca 1943 w Warszawie, zm. 27 stycznia 2022 w Krakowie) – polski działacz opozycji antykomunistycznej oraz NSZZ „Solidarność”.

## Życiorys
Uczestnik wydarzeń Marca 1968 w Krakowie. Założyciel Wolnych Związków Zawodowych w Polmozbycie Kraków w 1980.
Od września 1980 był członkiem i działaczem NSZZ „Solidarność”. Od 1990 członek Zarządu Regionu NSZZ „Solidarność” Małopolska, w latach 1992–2011 członek Prezydium Komisji Krajowej NSZZ „Solidarność”.
Po wprowadzeniu stanu wojennego organizator strajku okupacyjnego w Polmozbycie Kraków później (do 16 grudnia 1981), uczestnik strajku w Nowohuckim Przedsiębiorstwie Instalacji Przemysłowych Montin. 17 grudnia 1981 za zorganizowanie strajku został zwolniony z pracy. Aresztowany 19 kwietnia 1982 i skazany za kontynuowanie działalności związkowej. Do 1 października 1982 internowany w ośrodkach odosobnienia w Załężu k. Rzeszowa i Uhercach. Później był m.in. współorganizatorem manifestacji i akcji protestacyjnych, w związku z czym był wielokrotnie zatrzymywany (w tym profilaktycznie), a także skazywany przez kolegia do spraw wykroczeń na kary grzywny oraz aresztowany. Wielokrotny uczestnik Marszu Szlakiem I Kompanii Kadrowej oraz stały współpracownik Duszpasterstwa Ludzi Pracy, prowadzonego ks. Kazimierza Jancarzem przy parafii św. Maksymiliana w Nowej-Hucie-Mistrzejowicach i Fundacji im. Brata Alberta, zakładanej przez ks. Tadeusza Isakowicza-Zaleskiego. 
Członek Komisji Weryfikacyjnej dla b. funkcjonariuszy Służby Bezpieczeństwa w Krakowie.
Postanowieniem z 28 sierpnia 2006 został przez prezydenta Lecha Kaczyńskiego – za wybitne zasługi w działalności na rzecz przemian demokratycznych w Polsce, za osiągnięcia w pracy zawodowej i społecznej – odznaczony Krzyżem Komandorskim Orderu Odrodzenia Polski. W 2018 został odznaczony Medalem „Pro Bono Poloniae”. W 2022 roku został pośmiertnie odznaczony Krzyżem Komandorskim z Gwiazdą Orderu Odrodzenia Polski. W 2016 otrzymał Krzyż Wolności i Solidarności.
W 2021 został laureatem nagrody honorowej „Świadek Historii” przyznanej przez Instytut Pamięci Narodowej.

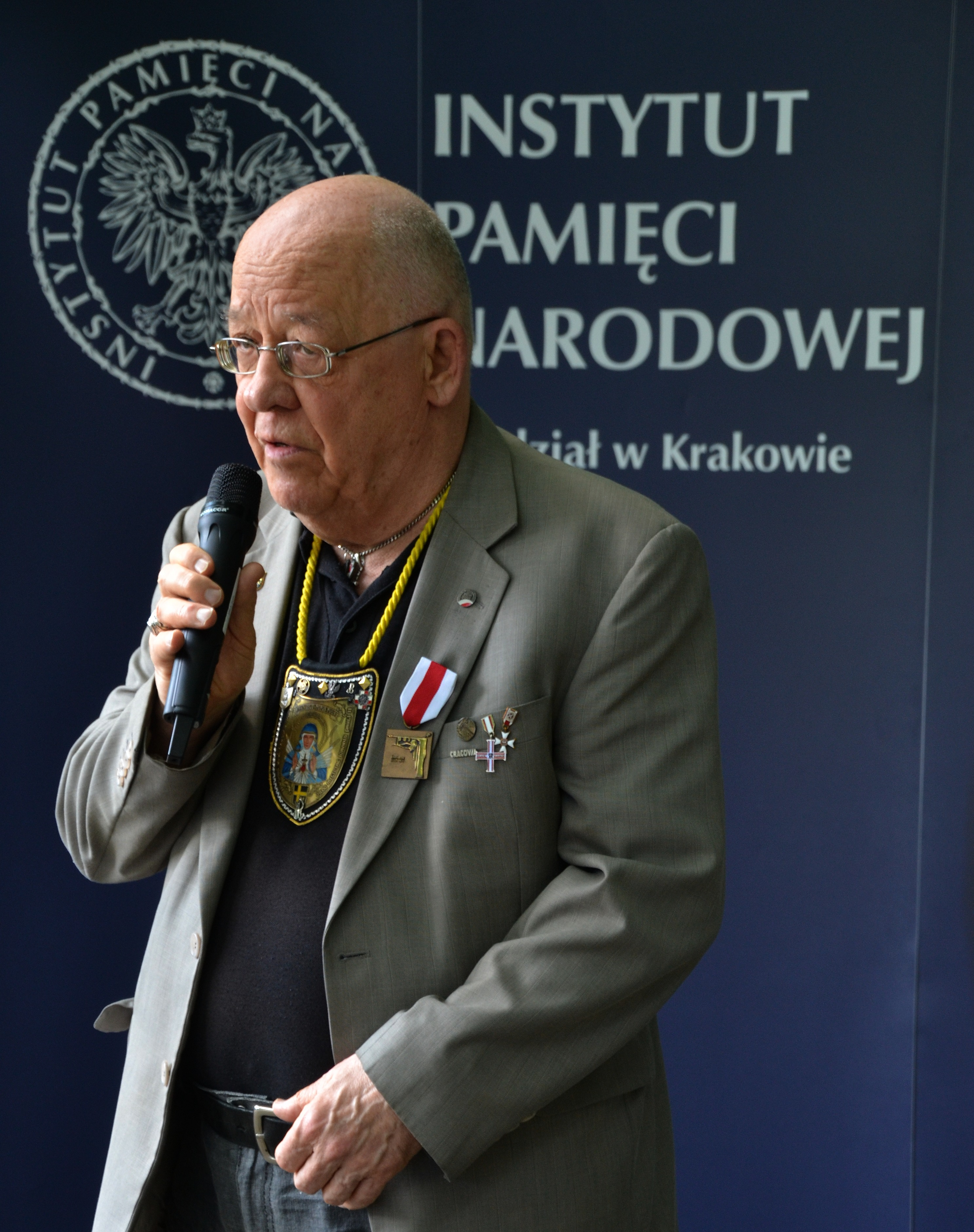
Jako świadek historii, 28 czerwca 2021

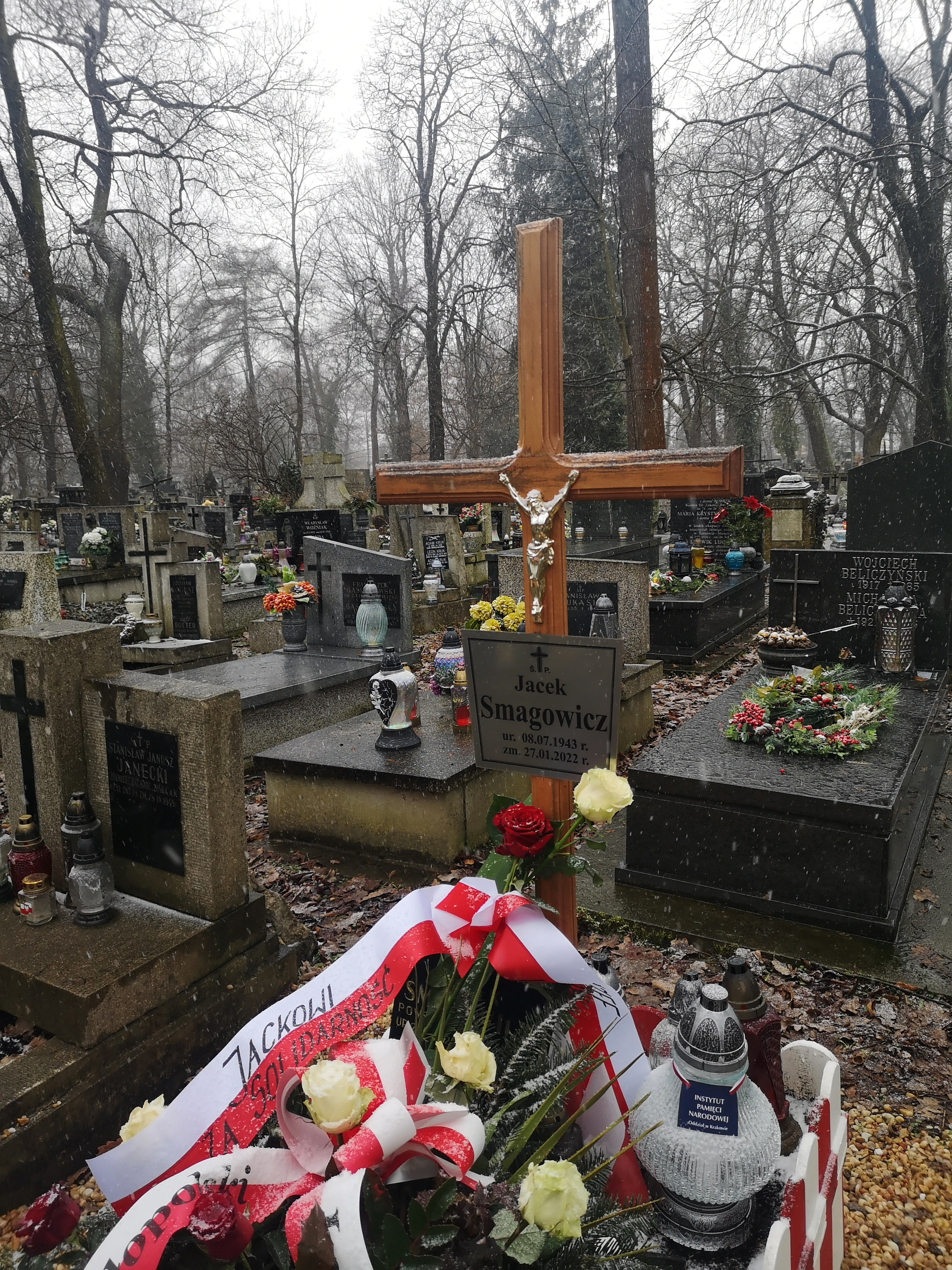
Grób Jacka Smagowicza